# Slap house
Slap house (også kendt som Lithuanian bass) er en undergenre af house, som opstod i slutningen af 2010'erne. Det blev udviklet af litauiske producere, såsom Dynoro, Gaullin, Miscris og Lucky Luke, men også af den canadiske duo Loud Luxury. På grund af dette, blev det nogle gange refereret til som "lithuanian bass", før begrebet "slap house" blev etableret. Slap house minder meget om brazilian bass, fordi genren anvender en lignende teknik til baslinjen, selvom det normalt er med et mere "hoppende" mønster i nærheden af future bounce og endda Melbourne bounce i nogle tilfælde. Genren har generelt taget stor indflydelse fra future house og inkorporerer elementer fra deephouse og techhouse. Slap house er også meget mere pop-orienteret, da det fokuserer på en simpel, iørefaldende melodi og bruger næsten altid vokaler. I nogle tilfælde, bliver der også brugt rap.
Slap house blev meget populært i 2019 og i starten af 2020'erne i Europa, hvor det begyndte med "In My Mind". Der kom senere hen andre virale hits, såsom "Roses (Imanbek Remix)". Tyskland blev hurtigt et betydningsfuldt land for genren med producere såsom Vize, Topic og Lizot. Populære EDM-kunstnere skiftede også hen imod slap house, blandt andet R3HAB, Tiësto, og VINAI, såvel som brazilian bass-kunstnere som Alok. Den betydelige popularitet inden for denne genre blev ligeledes opnået gennem en kombination af faktorer, herunder fremtrædende eksponering på TikTok samt inkludering i velansete Spotify-playlister såsom "Dance Rizing" fra den velrenommerede playlist-kurator Rizing Playlists..